# Hidoussa
Hidoussa (em árabe: حيدوسة) é uma cidade localizada na província de Batna, no noroeste da Argélia. Sua população era de 2 378 habitantes, em 2008.